# Begum
Begum (begüm, beyim) és el femení de bei. Fou utilitzat especialment a l'Índia en el període mogol, quan el portaren les princeses reials. El títol comportava una sèrie de beneficis i una pensió. Conservaven el títol fins i tot després de morir el pare o el marit. El costum de dur el títol per part de les dones de la noblesa es va mantenir a les famílies musulmanes de l'Índia fins al 1947. Al Pakistan després del 1947 totes les dones casades són anomenades begam excepte les més pobres i és equivalent a "senyora".